# Hercostomus regularis
Hercostomus regularis är en tvåvingeart som beskrevs av Becker 1922. Hercostomus regularis ingår i släktet Hercostomus och familjen styltflugor.
Artens utbredningsområde är Taiwan. Inga underarter finns listade i Catalogue of Life.